# فائق المبحوح
فائق عبد الرؤوف محمد المبحوح (18 ديسمبر 1968 – 18 مارس 2024)، سياسي ورجل أمن فلسطيني برتبة عميد وأسير سابق بسجون إسرائيل. عمل مسؤولًا للعمليات المركزية في جهاز الأمن الداخلي بوزارة الداخلية والأمن الوطني في قطاع غزة حتى اغتالته قوات الاحتلال الإسرائيلي بجوار مجمع الشفاء الطبي في يوم 18 مارس 2024 خلال الحرب الإسرائيلية على غزة التي بدأت عام 2023.

## نشأته
وُلد المبحوح في مخيم جباليا شمالي قطاع غزة عام 1968 إبان الإدارة المصرية لقطاع غزة لأسرة نزحت جراء النكبة بعد حرب 1948 من بلدة بيت طيما في قضاء غزة القريبة من عسقلان إلى مخيم جباليا.
درس المبحوح في مدارس المخيم التابعة لوكالة غوث اللاجئين الفلسطينيين (الأونروا). شارك في الانتفاضة الفلسطينية الأولى عندما كان طالبًا، ثم التحق عام 1991 بوحدة عسكرية تابعة لكتائب الشهيد عز الدين القسام. جرى اعتقاله عام 1991 ثم حُكم عليه بالسجن 15 عامًا ليخرج من السجن عام 2007.
اغتال جهاز المخابرات الإسرائيلي (الموساد) شقيقه محمود المبحوح القيادي في حركة حماس في إمارة دبي بالإمارات سنة 2010.

## حياته الوظيفية
بعد خروجه من السجن التحق فائق بجهاز الشرطة في قطاع غزة، ثم تدرج في المناصب حتى وصل إلى رتبة لواء، وأصبح القائد العام للشرطة في غزة، ثم المدير العام للعمليات المركزية في وزارة الداخلية والأمن الوطني بقطاع غزة. وخلال الحرب على قطاع غزة والتي بدأت عقب عملية طوفان الأقصى عام 2023، قام المبحوح بوصفه مسؤولا في وزاة الداخلية بالتنسيق مع العشائر ووكالة الأونروا لتأمين وصول المساعدات الإنسانية إلى مناطق شمال غزة. يُذكر أنه لم يرتبط اسمه بأنشطة عسكرية للجناح المسلح لحركة حماس، لكنه كان من أبرز المؤثرين في إدارة الأنشطة المدنية للحركة التي تسيطر على القطاع، كما سبق أن ترأس خلية إدارة الأزمة في وزارة الداخلية خلال موجة تفشي فيروس كورونا في قطاع غزة عام 2020.

## اغتياله
هاجمت وحدة إسرائيلية في فجر يوم 18 مارس 2024 منزل المبحوح القريب من مجمع الشفاء الطبي غرب مدينة غزة لكنه لم يكن بالمنزل فأخرجت عائلته، وواصلت البحث عنه، ثم هاجمت قوات الاحتلال المنطقة المحيطة بمجمع الشفاء الطبي لتُحاصر المبحوح وأخيه وطالبتهما بالاستسلام، لكنه رفض الاستسلام واشتبك مع القوات المهاجمة بسلاحه الشُرطي، وسقط شهيدًا بعد إصابة عدد من قوات الاحتلال. في حين وصفت قوات الاحتلال أن المبحوح هو "رئيس مديرية العمليات التابعة لجهاز الأمن الداخلي في منظمة حماس الإرهابية" -على حد وصفها-.

### ردود الفعل
نعت حركة حماس المبحوح وأصدرت بيانًا جاء فيه:
وأضاف البيان:
وأوضح البيان أن الهدف من اغتيال المبحوح هو منع تسهيل وصول المساعدات الإنسانية إلى مئات آلاف الجوعى في محافظتي غزة والشمال، وذلك بعد يومين من نجاح جهود المبحوح لإدخال 15 شاحنة مساعدات إلى شمال غزة.
وقد علَّق مغردون على اغتيال اللواء المبحوح بالتأكيد على أن المبحوح كان يقوم بدوره الشُرطي ونفي علاقته بالعمليات المسلحة التي تقوم بها كتائب الشهيد عز الدين القسام منذ 7 أكتوبر، حيث ذكر أحدهم: « إن العميد فائق المبحوح "أبو العز" هو مسؤول عمليات الشرطة المدنية، وهو صاحب باع طويل في الحفاظ على الأمن والسلم المجتمعي خلال الحرب وقبلها»، وأشار آخر بقوله: «إن الجريمة التي ارتكبها المبحوح ليتم قتله عليها هو أنه كان مسؤولا عن تأمين المساعدات إلى شمال قطاع غزة، وأضاف "مرت الشاحنات خلال اليومين الماضيين بسلام دون فوضى ولا مجازر ولا تدافع ولا جرحى ولا شهداء، ولكن الاحتلال المجرم لا يروقه ذلك فقام بمحاصرته وارتقى شهيدا بطلا»، وذكر ثالث «إن خطة المبحوح في توزيع المساعدات أفسدت على إسرائيل خطتها بشأن إسقاط المساعدات جوا، وقال إن إسرائيل تفضل الإسقاط الجوي، لأنه يمنحها الصورة الأخلاقية التي تريدها، وأكد أن "أبو العز" نجح في الإشراف على دخول 13 شاحنة من المساعدات لأهالي شمال غزة لأول مرة منذ 4 أشهر، دون تسجيل إصابة واحدة، وتوزيعها بالعدل بين الناس.»